# Hitoshi Ogawa

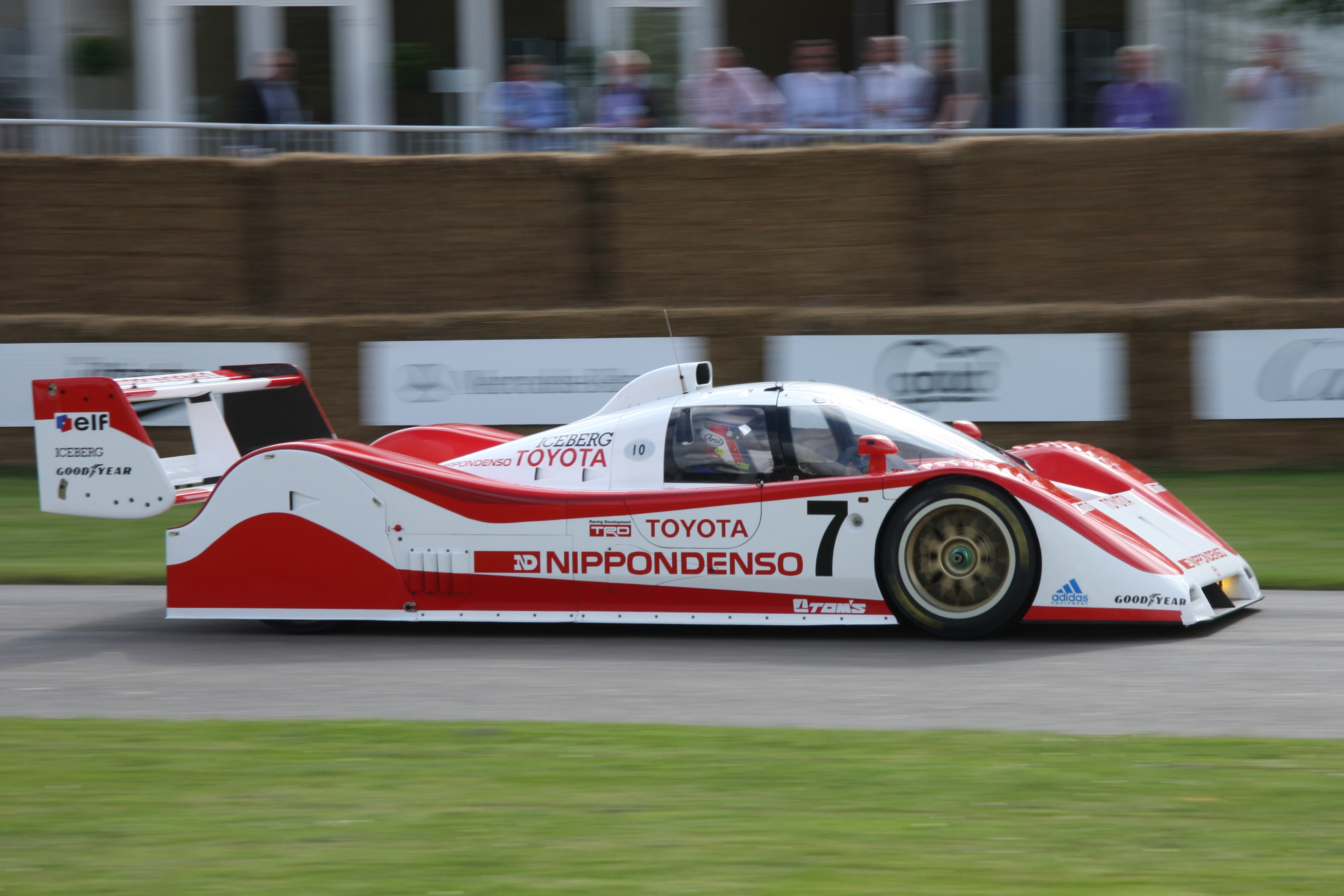
Toyota TS010 mit der Startnummer 7; mit diesem Fahrzeug gewann Hitoshi Ogawa gemeinsam mit Geoff Lees das 500-km-Rennen von Monza 1992

Hitoshi Ogawa (jap. 小河 等, Ogawa Hitoshi; * 15. Februar 1956 in Okazaki, Präfektur Aichi; † 24. Mai 1992 in Suzuka) war ein japanischer Autorennfahrer.

## Karriere im Motorsport

### Monoposto
Hitoshi Ogawa begann seine  Karriere 1981 in der japanischen Formel-3-Meisterschaft, wo er 1981 Gesamtachter (Meister Osamu Nakako) und 1982 Gesamtsechster (Meister Kengo Nakamoto). 1987 wurde er hinter Ross Cheever Vizemeister. Nach einem weiteren Jahr in der Formel 3, wechselte er in Formel 3000 uns gewann 1989 die Gesamtwertung der japanischen Meisterschaft. Das Championat wurde in der letzten Runde des letzten Meisterschaftslauf auf dem Suzuka International Racing Course entschieden, als der Meisterschaftsführende Ross Cheever beim Überrunden mit dem sich vor ihm drehenden Osamu Nakako kollidierte und ausschied. Die letzte vollständige Monopostosaison hatte er 1991, als er Gesamtfünfter in der Formel 3000 wurde.

### Sportwagenrennen
Neben seinen Monoposto-Einsätzen bestritt Ogawa regelmäßig Sportwagenrennen. Zwischen 1981 und 1992 war er bei 51 Veranstaltungen am Start und feierte 5 Gesamt- und einen Klassensieg. 1986 wurde er Werksfahrer bei Toyota und beendete die All Japan Sports Prototype Championship 1991 als Gesamtzweiter. 1992 fuhr er einen Werks-Toyota TS010 in der Sportwagen-Weltmeisterschaft und gewann gemeinsam mit Geoff Lees das 500-km-Rennen von Monza.

### Tod in Suzuka
Hitoshi Ogawa verunglückte am 24. Mai 1992 beim Formel-3000-Rennen auf dem Suzuka International Racing Course tödlich. In der 27 Runde kollidierte er auf der Start-Ziel-Geraden mit seinem Lola T92/50 beim Versuch den Reynard 92D von Andrew Gilbert-Scott zu überholen, mit diesem. Beide Fahrzeuge kamen von der Strecke ab und prallten in der ersten Kurve in die Streckenbegrenzung. Während der Wagen von Gilbert-Scott umgestürzt im Kiesbett liegenblieb, flog der Wagen von Ogawa über die Leitplanke und blieb zwischen dieser und einem Gerüst für eine Fernsehkamera hängen. Ogawa erlitt schwere Verletzungen an seinen Beinen und am Kopf und starb auf dem Weg ins Krankenhaus. Neben Gilbert-Scott erlitten der Kameramann und mehrere Fotografen ebenfalls schwere Verletzungen.

## Statistik

### Le-Mans-Ergebnisse
| Jahr | Team              | Fahrzeug     | Teamkollege   | Teamkollege     | Platzierung | Ausfallgrund |
| ---- | ----------------- | ------------ | ------------- | --------------- | ----------- | ------------ |
| 1988 | Tom’s Team Toyota | Toyota 88C   | Paolo Barilla | Tiff Needell    | Rang 24     |              |
| 1989 | Tom’s Team Toyota | Toyota 89C-V | Paolo Barilla | Ross Cheever    | Ausfall     | Motorschaden |
| 1990 | Toyota Team Tom’s | Toyota 90C-V | Geoff Lees    | Masanori Sekiya | Rang 6      |              |

### Einzelergebnisse in der Sportwagen-Weltmeisterschaft
| Saison | Team         | Rennwagen               | 1   | 2   | 3   | 4   | 5   | 6   | 7   | 8   | 9   | 10  | 11  |
| ------ | ------------ | ----------------------- | --- | --- | --- | --- | --- | --- | --- | --- | --- | --- | --- |
| 1985   | Rays Racing  | Tom’s 84C               | MUG | MON | SIL | LEM | HOK | MOS | SPA | BRH | FUJ | SEL |     |
| 1985   | Rays Racing  | Tom’s 84C               |     |     |     |     |     | 13  |     |     |     |     |     |
| 1986   | Tom‘s        | Tom’s 86C               | MON | SIL | LEM | NÜN | BRH | JER | NÜR | SPA | FUJ |     |     |
| 1986   | Tom‘s        | Tom’s 86C               |     |     |     |     |     | 24  |     |     |     |     |     |
| 1987   | Alpha Racing | Porsche 962             | JAR | JER | MON | SIL | LEM | NÜN | BRH | NÜR | SPA | FUJ |     |
| 1987   | Alpha Racing | Porsche 962             |     |     |     |     |     |     | 19  |     |     |     |     |
| 1988   | Team Tom‘s   | Toyota 88C Toyota 88C-V | JER | JAR | MON | SIL | LEM | BRÜ | BRH | NÜR | SPA | FUJ | SAN |
| 1988   | Team Tom‘s   | Toyota 88C Toyota 88C-V |     |     |     |     | 24  |     |     |     |     | 21  |     |
| 1989   | Team Tom‘s   | Toyota 89C-V            | SUZ | DIJ | JAR | BRH | NÜR | DON | SPA | MEX |     |     |     |
| 1989   | Team Tom‘s   | Toyota 89C-V            | 6   |     |     |     |     |     |     |     |     |     |     |
| 1990   | Team Tom‘s   | Toyota 90C-V            | SUZ | MON | SIL | SPA | DIJ | NÜR | DON | MOT | MEX |     |     |
| 1990   | Team Tom‘s   | Toyota 90C-V            | 4   |     | DNF |     |     | DNF |     |     |     |     |     |
| 1992   | Team Tom‘s   | Toyota TS010            | MON | SIL | LEM | DON | SUZ | MAG |     |     |     |     |     |
| 1992   | Team Tom‘s   | Toyota TS010            | 1   | DNF |     |     |     |     |     |     |     |     |     |